# Nordlige skove ved Muskwa-Slavesøen
De nordlige skove ved Muskwa-Slavesøen er en økoregion på området Det canadiske skjold, og de findes langs Muskwa-floden og rundt om Lille Slavesø i staten Alberta i det vestlige Canada. De er dermed afgrænset af den canadiske tundra mod nord og øst og af canadiske nåleskove mod syd og vest.

## Biodiversitet
Skovene står på et område med sletter og bjerge. Egnen har kølige somre og meget kolde vintre. Nedbøren er sparsom. Tilsammen fremmer det et plantesamfund med skove, som domineres af Ædelgran (Abies) og Gran (Picea), og det giver basis for et af Nordamerikas mest fuldkomne og varierede dyresamfund med store pattedyr.

## Dominerende planter
- Amerikansk Asp (Populus tremuloides)
- Balsam-Poppel (Populus balsamifera)
- Balsam-Ædelgran (Abies balsamea)
- Hvid-Gran (Picea glauca)
- Sort-Gran (Picea mariana)

## Dominerende dyrearter
- Elg (Alces alces)
- Grizzlybjørn (Ursus arctos)
- Moskusrotte (Ondatra zibethica)
- Ren (Rangifer tarandus)
- Sneugle (Nyctea scandiaca)
- Ulv (Canis lupus)

60°20′N 118°18′V / 60.33°N 118.3°V